# Mandevilla luetzelburgii
Mandevilla luetzelburgii là một loài thực vật có hoa trong họ La bố ma. Loài này được (H.Ross & Markgr.) Woodson mô tả khoa học đầu tiên năm 1933.